# سایوز تی‌ام-۶
سایوز-تی‌ام-۶ (به روسی: Союз )(به معنای اتحاد) یکی از ماموریت‌های اینترکسموس و ششمین مأموریت سرنشین دار سازمان فضایی شوروی به سمت ایستگاه فضایی میر و یکی از ماموریت‌های بازدید از خدمه سایوز تی‌ام-۴ محسوب می‌شود. در این مأموریت برای اولین بار یک فضانورد فارسی‌زبان اهل افغانستان به فضا پرتاب شد.

## خدمه مأموریت
| شماره | نام             | ملیت               | تعداد پرواز | نقش عملیاتی  | تصویر |
| ۱     | ولادیمیر لیاخوف | اتحاد جماهیر شوروی | ۳           | فرمانده      |       |
| ۲     | والری پلیاکوف   | اتحاد جماهیر شوروی | ۱           | پزشک فضانورد |       |
| ۳     | عبدالاحد مومند  | افغانستان          | ۱           | محقق فضایی   |       |